# فيكرز فيجلنت
فيكرز فيجلنت هو صاروخ مضاد للدبابات استخدمه الجيش البريطاني في حقبة الستينيات من القرن العشرين في بريطانيا. كما استخدمه قوات مشاة بحرية الولايات المتحدة. طور «فيجيلانت» فيكرز أرمسترونغس في عام 1956.

## المستخدمين

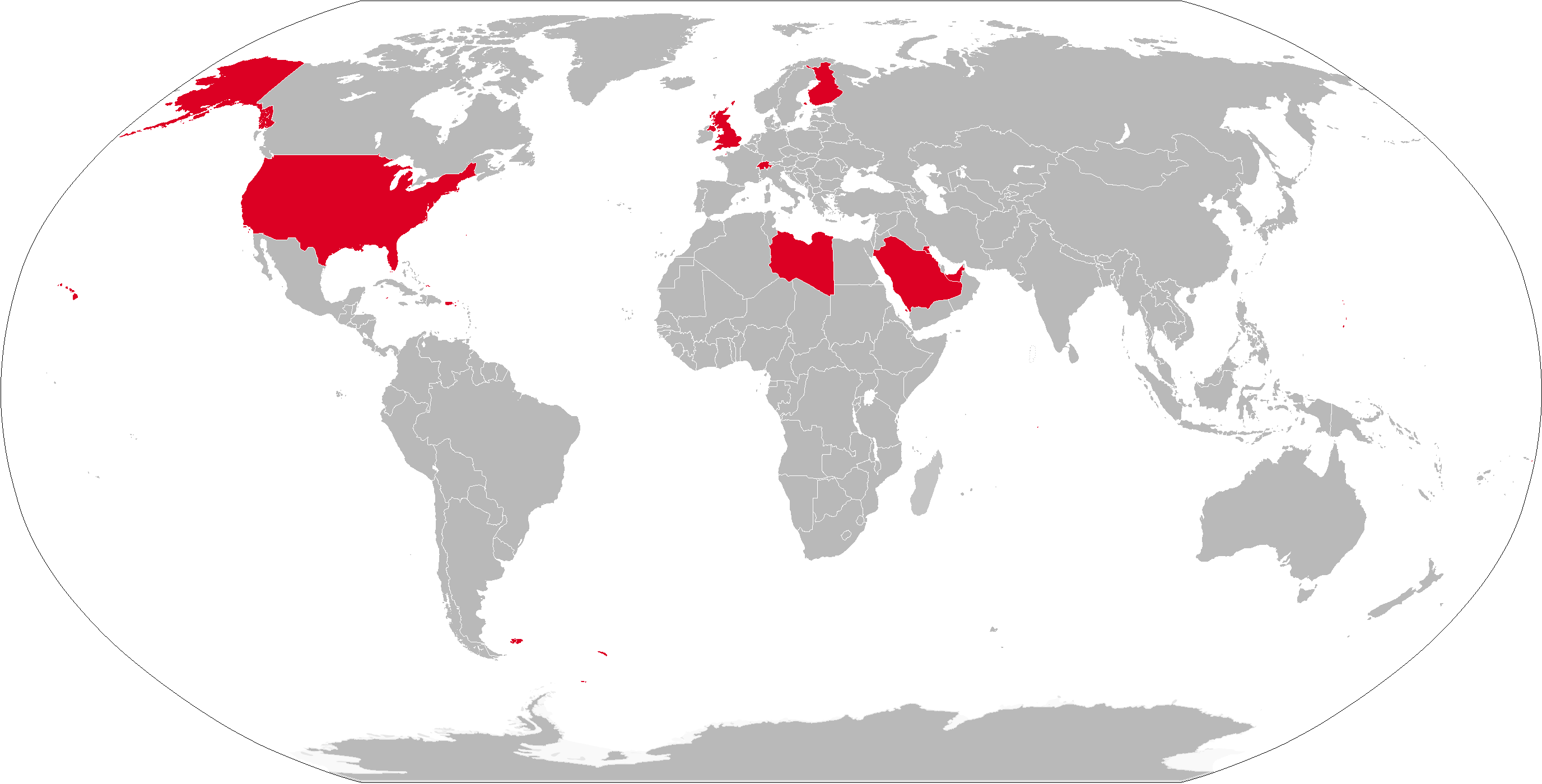
المستخدمين السابقين

- الإمارات العربية المتحدة: قوات دفاع أبوظبي والقوات البرية الإماراتية
- فنلندا: الجيش الفنلندي
- الكويت: الجيش الكويتي
- ليبيا
- المملكة العربية السعودية: القوات البرية الملكية السعودية
- سويسرا
- المملكة المتحدة الجيش البريطاني